# Thecidellina maxilla
Thecidellina maxilla är en armfotingsart som först beskrevs av Hedley 1899.  Thecidellina maxilla ingår i släktet Thecidellina och familjen Thecidellinidae. Inga underarter finns listade i Catalogue of Life.